# Бишайм (кантон)
Биша́йм (фр. Canton de Bischheim) — упразднённый кантон на северо-востоке Франции, в регионе Эльзас, департамент Нижний Рейн, округ Страсбур-Кампань. Площадь кантона Бишайм составляла 7,83 км², количество коммун в составе кантона — 2, численность населения 28 522 человека (по данным INSEE, 2012), при средней плотности 3643 жителя на квадратный километр (км²).

## История
Кантон был создан в 1793 году.
С 1940 по 1945 год территория была оккупирована гитлеровской Германией.
До административной реформы 2015 года в состав кантона входило 2 коммуны. По закону от 17 мая 2013 и декрету от 18 февраля 2014 года количество кантонов в департаменте Нижний Рейн уменьшилось с 44 до 23. Новое территориальное деление департаментов на кантоны вступило в силу во время выборов 2015 года. После реформы кантон был упразднён.

## Консулы кантона
| Период    | Консул             | Должность                      |
| --------- | ------------------ | ------------------------------ |
| 1982—2015 | André Klein-Mosser | Мэр коммуны Бишайм (1983—2014) |

## Состав кантона
До марта 2015 года кантон включал в себя 2 коммуны:
| Код INSEE | Коммуна | Французское название | Почтовый индекс | Площадь, км² | Население (2013) | Плотность, чел/км² |
| --------- | ------- | -------------------- | --------------- | ------------ | ---------------- | ------------------ |
| 67043     | Бишайм  | Bischheim            | 67800           | 4,41         | 17432            | 3952,8             |
| 67204     | Энайм   | Hoenheim             | 67800           | 3,42         | 11028            | 3224,6             |

В результате административной реформы в марте 2015 года кантон был упразднён. Коммуна Бишайм передана в состав кантона Шильтигайм (округ Страсбур), а коммуна Энайм становится административным центром вновь созданного кантона Энайм (округ Страсбур).